# Васильченко, Георгий Степанович
Гео́ргий Степа́нович Васи́льченко (20 января 1921 — 7 июля 2006) — российский невропатолог, один из основоположников советских сексологии и сексопатологии. Доктор медицинских наук, профессор.
Сыграл важную роль в становлении советской сексологии, последовательно отстаивал идею, что сексопатология является самостоятельной клинической дисциплиной, разработал и внедрил системный подход в сексологии, а также метод структурного анализа сексуальных расстройств, созданы сексологическая антропометрия, возрастные и конституциональные нормы сексуального поведения; написал первые советские руководства для врачей (1977 и 1983 гг.), под его под редакцией вышло так же справочное руководство по сексопатологии (1990 г.).
Один из авторов Большой советской энциклопедии, Большой медицинской энциклопедии и Малой медицинской энциклопедии.

## Биография
В 1943 году окончил Красноярский медицинский институт. После прохождения полугодового обучения по невропатологии на военном факультет ЦИУВ был начальником отделений госпиталей в Беломорске и Петсимо.
Работал в лаборатории патофизиологии высшей нервной деятельности Института неврологии АМН СССР.
В 1960—1965 годы — помощник начальника отдела международных стипендий Европейского регионального бюро Всемирной организации здравоохранения.
С 1966 года — старший научный сотрудник и начальник отделения сексопатологии Московского НИИ психиатрии.
В 1973—1993 годы — руководитель Всесоюзного научно-методического центра медицинской сексологии и сексопатологии Московского НИИ психиатрии.
В 1989 году возглавил курс сексопатологии при кафедре психотерапии ЦИУВ.

## Отзывы
По мнению И. С. Кона, «невропатолог Васильченко первым поставил вопрос о необходимости создания междисциплинарного раздела медицины, превратил скромное отделение сексопатологии Московского НИИ психиатрии во Всесоюзный научно-методический центр, написал первые советские руководства для врачей „Общая сексопатология“ (1977) и „Частная сексопатология“ (1983) и добился создания в стране хоть какой-то службы сексологической помощи».